# Ex-Hacienda San Agustín
Ex-Hacienda San Agustín är en ort i Mexiko.   Den ligger i kommunen Atlixco och delstaten Puebla, i den sydöstra delen av landet, 90 km sydost om huvudstaden Mexico City. Ex-Hacienda San Agustín ligger 1 924 meter över havet och antalet invånare är 323.
Terrängen runt Ex-Hacienda San Agustín är kuperad åt nordost, men åt sydväst är den platt. Runt Ex-Hacienda San Agustín är det ganska tätbefolkat, med 222 invånare per kvadratkilometer. Närmaste större samhälle är Cholula, 17,4 km nordost om Ex-Hacienda San Agustín. Omgivningarna runt Ex-Hacienda San Agustín är en mosaik av jordbruksmark och naturlig växtlighet.